# Berliner Dichterclub
Der Berliner Dichterclub war ein 1928 gegründeter Verein russischer Emigranten.
Der Club musste seine Aktivitäten 1933 einstellen, als die Nationalsozialisten an die Macht kamen, da viele seiner Mitglieder Juden waren. Die meisten von ihnen zogen nach Paris; mehrere fielen dem Holocaust zum Opfer, darunter die beiden Gründer Michail Gorlin und Raissa Bloch.

## Mitglieder
- Michail Gorlin (Vorsitzender)
- Nikolai Belozwetow
- Raissa Bloch (Ehefrau von M. Gorlin)
- Juri Dschanumow
- Wladimir Korwin-Pjotrowski[2]
- Nina Korwin-Pjotrowskaja
- Vladimir Nabokov
- Vera Nabokow
- Juri Ofrossimow
- Sofija Pregel
- Jewgeni Rabinowitsch
- Boris Wilde